# Donatella Versace
Donatella Francesca Versace (ur. 2 maja 1955 w Reggio di Calabria) – włoska projektantka mody i była wiceprezes domu mody Versace. Jest właścicielką 20% udziałów w firmie, którą stworzył jej brat Gianni Versace.

## Życiorys
Donatella, wraz ze starszym o dziewięć lat bratem Giannim Versace, wychowywała się w Kalabrii na południu Włoch. Kiedy Gianni przeprowadził się do Mediolanu, aby zacząć karierę w świecie mody, jego siostra studiowała jeszcze lingwistykę we Florencji. Gianni początkowo pracował dla domów Callaghan i Genny, a w 1978 roku stworzył własną markę. Wkrótce też odniósł sukces dzięki rodzinnemu zamiłowaniu do żywych kolorów, przylegających do ciała strojów i efektownych dodatków. Wtedy poprosił Donatellę, aby dołączyła do niego i pomogła mu rozwijać firmę. Pracowali razem przez większość lat 80. i 90. – Donatella zajmowała się głównie tworzeniem reklam, z których Versace jest znany do dziś. Stworzyła także linię ubrań dla dzieci Young Versace (1993) i została główną projektantką nowej marki stworzonej przez firmę – Versus. Po tragicznej śmierci Gianniego, zamordowanego w 1997 roku, Donatella przejęła obowiązki szefa i głównego projektanta.
Lady Gaga napisała o niej piosenkę "Donatella", która pojawiła się na albumie artystki zatytułowanym Artpop. Gaga jest też przyjaciółką Donatelli oraz twarzą domu mody Versace.
Projektantka prowadzi również działalność charytatywną. Jest ambasadorką fundacji Eltona Johna, pomagającej walczyć z AIDS oraz wirusem HIV. W 2010 roku została za to nominowana do nagrody Do Something With Style.
12 marca 2025 ogłosiła swoją rezygnację ze stanowiska dyrektorki generalnej marki Versace po 28 latach sprawowania tej funkcji.

## Życie osobiste
Ona i jej były mąż, model Paul Beck mają dwoje dzieci: córkę Allegrę (1986) oraz syna Daniela (1990).
Jej brat Gianni Versace został zamordowany przez Andrew Cunanana 15 lipca 1997 roku, przed swoją posiadłością w Miami na Florydzie. W roku 2018 sprawa morderstwa Gianniego została wykorzystana w serialu “American Crime Story”. Rolę Donatelli zagrała Penélope Cruz.
Gianni Versace nazywał ją swoją muzą.

## Filmografia
- 2001: Zoolander[7]
- 2002: Andy Warhol: The Complete Picture[7]
- 2008: Valentino: Ostatni cesarz wielkiej mody[7]
- 2013: Mademoiselle C[7]